# Marc Calpurni Pisó
Marc Calpurni Pisó (en llatí Marcus Calpurnius Piso) va ser un magistrat romà. Era fill de Gneu Calpurni Pisó (cònsol 7 aC) (Cnaeus Calpurni Cn. F. Cn. N. Piso) i de Munàcia Plancina. Formava part de la gens Calpúrnia, una influent família romana d'origen plebeu.
Va acompanyar els seus pares a la província de Síria l'any 19 quan va morir Germànic Cèsar. Gneu Calpurni i Plancina van ser sospitosos d'haver-lo enverinat, i Marc, en un judici que es va fer a Roma contra el seu pare, va ser acusat pel senat, juntament amb el seu germà Luci Calpurni, de complicitat en aquesta mort. Però l'emperador Tiberi, probable instigador final de la mort de Germànic, el va perdonar.